# Kunbarlang
Kunbarlang är ett australiskt språk som talades av 20 personer år 2011. Kunbarlang talas i Nordterritoriet. Kunbarlang tillhör de gunwingguanska språken och dess närmaste släktspråk är bl.a. ngalkbun. Språket anses vara seriöst hotat för att det saknas från den senaste folkräkningen.
Språket har ingen skriftlig standard.